# Benelli 2C
La Benelli 2C è una motocicletta italiana, dotata di propulsore a due tempi, bicilindrico in linea frontemarcia, prodotta dalla Benelli in varie versioni, anche con i marchi MotoBi e Moto Guzzi, dal 1972 al 1985.

## 125
Presentata al Salone del Motociclo di Milano nel 1971, fu disponibile dall'anno successivo al prezzo di 420.000 Lire, messa in strada esclusa, senza indicatori direzionali e con impianto frenante anteriore a tamburo. Questa versione montava i cilindri in ghisa, aveva la levetta del comando dell'aria sul manubrio, le pulsantiere erano di concezione elementare, la forcella anteriore era di produzione Marzocchi. Altre caratteristiche erano il faro posteriore tondo con supporto in tinta, la sella lunga a profilo piatto, il tubo di compensazione sugli scarichi (caratteristica che sulla 250 permarrà per tutta la produzione) e gli attacchi delle pedane in lamiera che passavano sotto i silenziatori. Il serbatoio del carburante aveva una capacità di 12,5 lt e nonostante fosse predisposta, la moto era sprovvista di miscelatore e quindi con lubrificazione a miscela al 5%. Tale percentuale, relativamente alta per un motore a due tempi, comportava una notevole fumosità allo scarico che ha simpaticamente contraddistinto questa moto. La velocità massima era di 116 km/h effettivi, notevole per una 125 dell'epoca. Nel 1974 comparvero l'accensione elettronica in luogo di quella a puntine, decisamente più affidabile, gli indicatori di direzione (prodotti da Aprilia) ed un nuovo fanale posteriore, leggermente più grande con il relativo supporto nero e non più in tinta. Nel 1975 vennero introdotte notevoli migliorie: freno a disco da 260 mm all'anteriore con una nuova forcella più robusta di produzione Guzzi, nuove pedane fissate sul telaio, leva comando freno posteriore ridisegnata, nuove pulsantiere al manubrio decisamente più moderne. Sparì la levetta dell'aria sul manubrio e comparvero i pomelli direttamente sui carburatori. La sella divenne più comoda, più larga e a profilo concavo.

### 125 SE
Nel 1976 la moto venne ulteriormente modificata e si decise di chiamarla SE, acronimo di Seconda Edizione. La novità principale riguardò i cilindri: comparvero quelli in lega leggera a canne cromate in luogo di quelli in ghisa, permettendo di abbassare la percentuale di olio nella miscela al 3 %. La fumosità rimase pressoché invariata, ma il risultato fu un incremento di potenza di circa 1,5 cavalli effettivi (la Casa dichiarò un passaggio dai 15,4 CV a 7.750 giri/min ai 17 CV a 8.100 giri/min) e una riduzione del peso di circa sette chilogrammi. La velocità massima salì a 117 km/h e migliorò la ripresa sui 400 m. Cambiarono anche la livrea di serbatoio e fianchetti, vennero adottati nuovi silenziatori e fu eliminato il tubo di compensazione agli scarichi. Con un prezzo iniziale di 968.800 Lire, rimase in produzione fino al 1979.
In quel periodo era la più veloce e scattante moto stradale di serie della sua cilindrata ed era disponibile con il serbatoio e le fiancatine nei colori rosso, verde, blu, grigio metallizzato, sempre affiancati dal nero.

### Sport
La Benelli 2C Sport, prodotta dal 1979 al 1986, si differenziava dal modello base e raggiungeva lo stile Sport delle Benelli 354, 504 e 906, con un moderno cupolino, le ruote in lega a dodici razze, la strumentazione rivista e gli indicatori di direzione neri. Gran parte della componentistica, tra cui la strumentazione ed i blocchetti elettrici al manubrio, era condivisa con altri modelli del gruppo Benelli/Guzzi che faceva capo alla De Tomaso insieme a Maserati e Innocenti. Era disponibile con la livrea rossa o nera (e fregi gialli e arancioni) oppure bianca oppure azzurra metallizzato chiaro (con fregi azzurri e blu) e il suo prezzo era superiore di circa 200.000 lire alla più classica 2C-SE della quale aveva la stessa motorizzazione ma tubi di scarico differenti. La casa dichiarava una potenza di 18  CV ed una velocità massima di 135 km/h. Al momento del lancio sul mercato, la 125 sport rappresentava una notevole innovazione stilistica e tecnologica, e così durò fino al 1983, quando vennero introdotte caratteristiche come scarico ad espansione, monoammortizzatore e aspirazione lamellare prima, raffreddamento a liquido, valvola parzializzatrice allo scarico e pneumatici sportivi da 16 o 17" poi. Per questo, malgrado le notevoli qualità su strada, questo modello si trovò ad un certo punto superato dall'arrivo di monocilindriche giapponesi.

### Custom
La Benelli 2C Custom prodotta dal 1979 al 1985, è caratterizzata e differente dalla versione Sport per il cupolino con parabrezza alto, manubrio rialzato e paragambe

### Turismo
La Benelli 2C Turismo o Benelli 2C T è prodotta dal 1981 al 1985, differisce dalla versione SE per il posizionamento del disco freno anteriore a destra e la pinza a doppio pistoncino posta dietro alla forcella al posto delle pinze a singolo pistoncino anteriori.

## 250

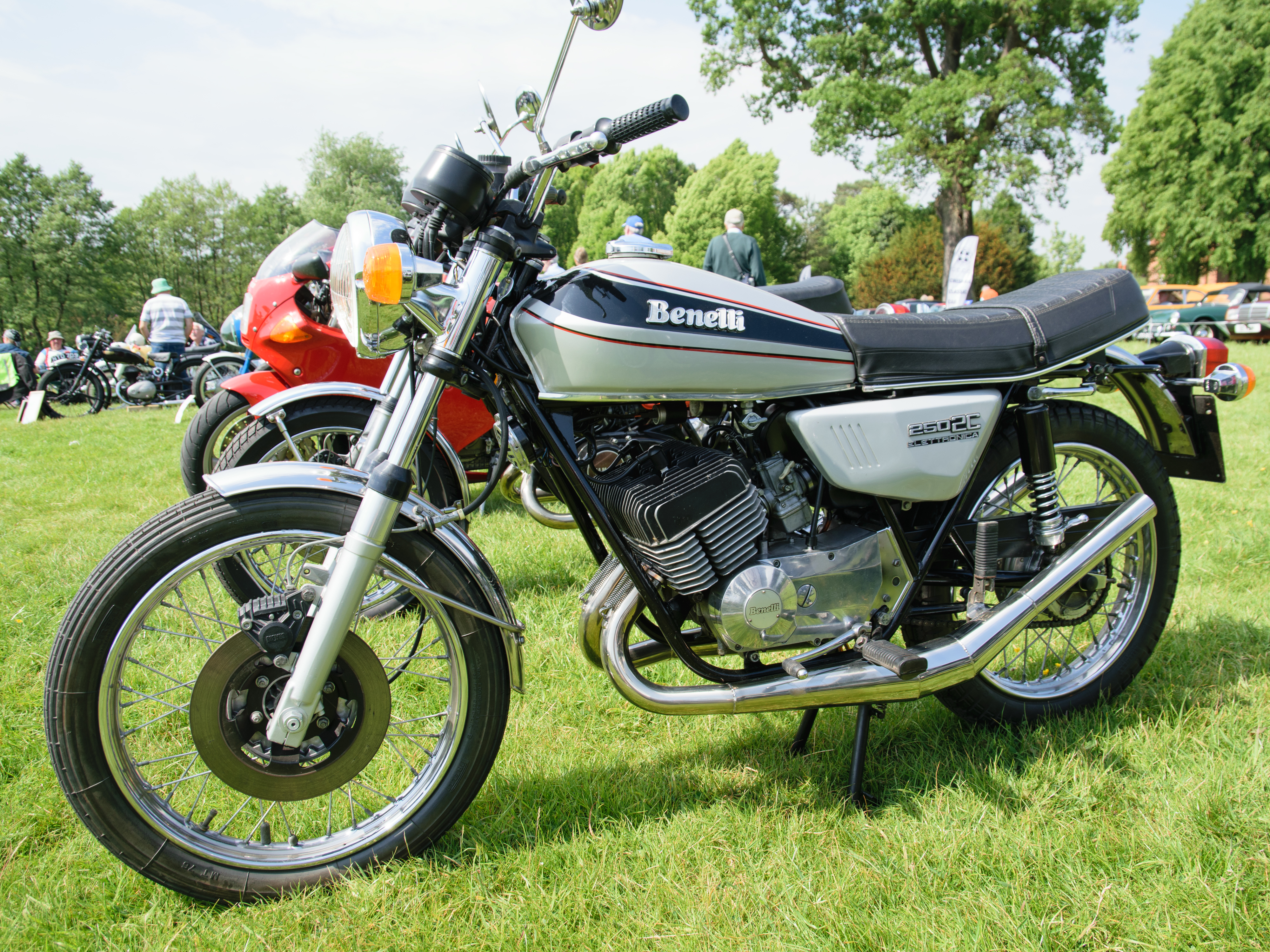
La Benelli 250 2C Elettronica

Nonostante la fase gestazionale più lunga rispetto a quella della 125, fu la prima ad uscire sul mercato nel 1972 ad un prezzo di 435.000 Lire per rimanere in produzione fino al 1986 (per l'esportazione con il nome di "250 CE") con un prezzo oltre il 1.800.000 Lire. Le prestazioni erano notevoli, con circa 26 cavalli effettivi all'albero motore nella versione con cilindri in lega, 143 km/h di velocità massima rilevata in pista: sicuramente più apprezzabili rispetto a quelle della sorella minore, anche grazie ad una curva di coppia decisamente migliore. Subì le principali modifiche già dette per la 125, ossia l'impianto frenante a disco anteriore pieno nel 1976, oltre ai già citati cilindri in lega leggera a canna cromata. L'ultimo aggiornamento (di carattere prettamente estetico) fu nel 1982. Nel 1974 le versioni marchiate Benelli e MotoBi furono affiancate dalla 250 TS, venduta con il marchio Moto Guzzi, e costruita sino al 1981.